# Candace Parker
Pour les articles homonymes, voir Parker.
Candace Parker, née le 19 avril 1986 à St. Louis dans le Missouri, est une joueuse américaine de basket-ball. De part son palmarès, avec la sélection américaine, en université, (NCAA), en Women's National Basketball Association (WNBA), elle est considérée comme l'une des meilleures joueuses de l'histoire du basket-ball féminin.
Double championne de NCAA avec les Lady Vols de l'université du Tennessee, elle est recrutée en première position lors de la draft WNBA 2008 par la franchise des Sparks de Los Angeles avec laquelle elle obtient deux titres de meilleure joueuse de la saison (MVP) en 2008, où elle remporte également le trophée du rookie of the Year, débutante de l'année, et en 2013. Championne WNBA en 2016, désignée meilleure joueuse des Finales, elle remporte deux autres titres WNBA, en 2021 avec le Sky de Chicago et en 2023 avec les Aces de Las Vegas.
Membre de la sélection américaine, elle remporte deux médailles d'or aux Jeux olympiques, en 2008 à Pékin et en 2012 à Londres.

## Biographie
Dès sa carrière en lycée elle assoit sa renommée en accumulant les récompenses, dont deux titres USA Today de joueuses de l'année en 2003 et 2004. Élue quatre années de rang dans le premier cinq All America, elle remporte également le tournoi de dunk, hommes et femmes réunis, lors de match des lycées All America : lors de celui-ci elle bat cinq hommes dont le futur vainqueur du NBA Slam Dunk 2005 Josh Smith et rejoint ainsi au palmarès des joueurs NBA comme LeBron James, Carmelo Anthony et Vince Carter.

Candace Parker avec les Lady Vols

Opérée du genou, elle manque la compétition lors de la première année d'études, où elle est nommée SEC All-Academic Freshman Team. En 2005-2006, pour ses débuts avec les Lady Vols, elle devient le 19 mars 2006, la première femme à dunker lors d'un match du tournoi final NCAA. Durant le même match, elle réalise un deuxième dunk, fait qui n'avait pas encore réalisé par une femme lors d'un match NCAA. En sophomore, elle réussit son troisième dunk contre Chattanooga et remporte le championnat NCAA, avant un doublé l'année suivante.
En 2006, elle est la seule universitaire choisie pour faire partie de l'équipe USA Basketball afin de défendre le titre mondial lors du Championnat du monde 2006 au Brésil. Mais la sélection américaine est battue en demi-finale par la sélection russe et ne remporte que la médaille de bronze.

### WNBA
Bien qu'il lui reste une année d'éligibilité en NCAA, elle est sélectionnée en premier choix de la draft WNBA 2008 par les Sparks de Los Angeles. Pour ses débuts dans la ligue américaine, elle établit, avec 34 points, 12 rebonds, 8 passes décisives, 2 interceptions et 1 contre, le nouveau record de points marqués (surpassant les 25 points de Cynthia Cooper à ses débuts dans la ligue) et plus généralement la meilleure performance d'une « rookie » en WNBA, qui plus est face au champion en titre, le Mercury de Phoenix, et qui encore en 2018 sans égale. Selon le journaliste Brian Martin, ses qualités ont préfiguré ce qu'elle allait faire la décennie suivante : « L’habilité balle en main, la vision du jeu et la qualité de passes d'une meneuse, l'adresse à distance d'une arrière, la polyvalence défensive d'une ailière, le jeu au poste d'une ailière forte, le rebond et la dissuasion au contre d'une pivot. Elle sait tout simplement tout faire sur un terrain d'une manière que peu d'autres sont capables dans l'histoire de la WNBA. »
Elle est la seconde joueuse après Lisa Leslie à dunker en match le 22 juin 2008, puis de nouveau le 24 juin 2008, première joueuse à dunker lors de deux rencontres consécutives. À la fin de la saison 2008, elle est élue MVP et Rookie of the Year. Elle rejoint Wilt Chamberlain et Wes Unseld, les deux seuls basketteurs de National Basketball Association (NBA) à gagner le titre de meilleur joueur et de meilleur débutant la même année. Durant cette même saison, elle participe avec la sélection américaine aux jeux olympiques de Pékin. Les États-Unis retrouvent leur domination du basket-ball féminin en conservant leur titre olympique.
Elle manque le début de sa seconde saison en 2009. Elle reprend la compétition 53 jours après avoir donné naissance à une fille, Lailaa, en inscrivant six points contre le Mercury de Phoenix.
En 2010, sa saison est écourtée après une grave blessure au coude et elle ne peut participer au Mondial 2010 avec la sélection américaine. Elle reprend la compétition durant l'hiver en Russie, avant de faire son retour en WNBA à l'été 2011. En 2011, sa saison WNBA est de nouveau perturbée par une blessure au genou. En 2012, elle retrouve son rythme de croisière. En 2013, elle est élue MVP du WNBA All-Star Game 2013.
Après sa saison européenne, elle ne pas débute pas la saison WNBA 2015, mais annonce son retour après le All-Star-Game. Dès son second match, elle permet aux Sparks de renouer avec la victoire contre le Sky en inscrivant 31 points et 9 rebonds pour permettre à Los Angeles de s'imposer 88 à 77. Face au Fever le 18 août 2015, elle inscrit 25 points, 10 rebonds, six passes décisives et établit un nouveau record d'interceptions pour la franchise avec huit prises, mais ne peut empêcher le succès d'Indiana sur les Californiennes. Pour son retour, elle fait forte impression avec des statistiques de points et de rebonds dans la lignée de ses performances passées (la date du 18 août), mais doublées d'un niveau inédit pour elle si on considère aussi les autres catégories : ses 6,7 passes décisives sont 2,4 unités au-dessus de sa meilleure saison WNBA, ce qui en fait la meilleure passeuse de la ligue si on occulte le fait qu'elle n'a pas disputé moitié des rencontres et ne figure donc pas dans les classements. Ses 2,3 interceptions par rencontre sont sa meilleure performance depuis ses débuts dans la ligue et la meilleure performance de la ligue. Enfin, elle réussit 2,1 contres par sortie (3e marque de la ligue), alors que ses 17,3 points et 9,8 rebonds sont respectivement la 5e et la 2e performance individuelle parmi les compétitrices. Depuis les débuts de la ligue, seules sept joueuses ont eu une moyenne de passes décisives supérieure à six unité de moyenne et toutes étaient des arrières alors que Parker est une ailière. Le 24 août, elle remporte le titre de joueuse de la semaine, la première fois de 2015 mais la 14e de sa carrière, période marquée par deux victoires pour une défaite des Sparks, période durant laquelle Parker mène la ligue aux points (23,7), aux rebonds (10,7), aux interceptions (3,3) et à égalité aux passes décisives (6,0). Elle est très logiquement sacrée meilleure joueuse du mois d'août 2015, pour la cinquième fois de sa carrière, période sur laquelle elle est meilleure rebondeuse de sa conférence (10,5), aux passes décisives (6,3), et aux interceptions (2.33), seconde aux contres (2,0) et troisième aux points (17,3). Elle est nommée joueuse de la première semaine de septembre, contribuant aux deux victoires en étant meilleure rebondeuse (9,5) et passeuse (5,5) de sa conférence. Ses statistiques en saison régulière sont de 19,4 points, 10,1 rebonds et un surprenant total de 6,3 passes décisives, devenant la première joueuse WNBA qui ne soit pas une arrière à dépasser le chiffre de 6,0.
Le 29 mai 2016, elle est nommée meilleure joueuse de la semaine de la conférence Ouest pour le 16e fois de sa carrière. Les Sparks sont en tête de leur conférence invaincus avec 5 victoires avec 20,8 points et 7,8 rebonds. Après neuf victoires en rencontres, son adresse à trois points est 43,8 % contre 32,7 % en carrière. Le 19 juin, elle est élue pour le deuxième fois de la saison meilleure joueuse de la semaine alors que les Sparks sont invaincus en 11 rencontre disputées, dont deux dans la semaine; période durant laquelle est la quatrième marqueuse de la conférence (20,5 points par match), troisième au rebond (9,0) et troisième aux passes décisives (4,5). Seconde meilleure équipe de la saison régulière, les Sparks affrontent le Lynx du Minnesota lors des Finales WNBA, les premières de Candace Parker.
Non-sélectionnée pour les Jeux de Rio, elle doit faire face au deuil de son ancienne entraineuse universitaire Pat Summitt dont elle était restée très proche. Après la 3e manche des finales, elle apprend sa non-sélection dans les meilleurs cinq de la WNBA, mais son équipière Alana Beard révèle que ses déconvenues personnelles l'ont renforcée : « C'est la première année où elle fait confiance à ses coéquipières. Elle est devenue vulnérable et quand vous le devenez, vous grandissez. Sur le terrain, hors du terrain, elle a fait confiance à l'équipe, elle a fait confiance à Brian [Agler], et à la fin cela a payé. » De même, Kristi Toliver témoigne : « Cette année plus que les autres, je l'ai vue changer et gagner en maturité, avec la volonté de faire le meilleur pour l'équipe. Son altruisme, sa capacité à savoir qu'elle ne pouvait pas tout faire, c'était la grosse différence avec les autres années. » Sacrée championne WNBA, Candace Parker est honorée meilleure joueuse des Finales WNBA réussissant 28 points et 12 rebonds lors de la dernière manche.

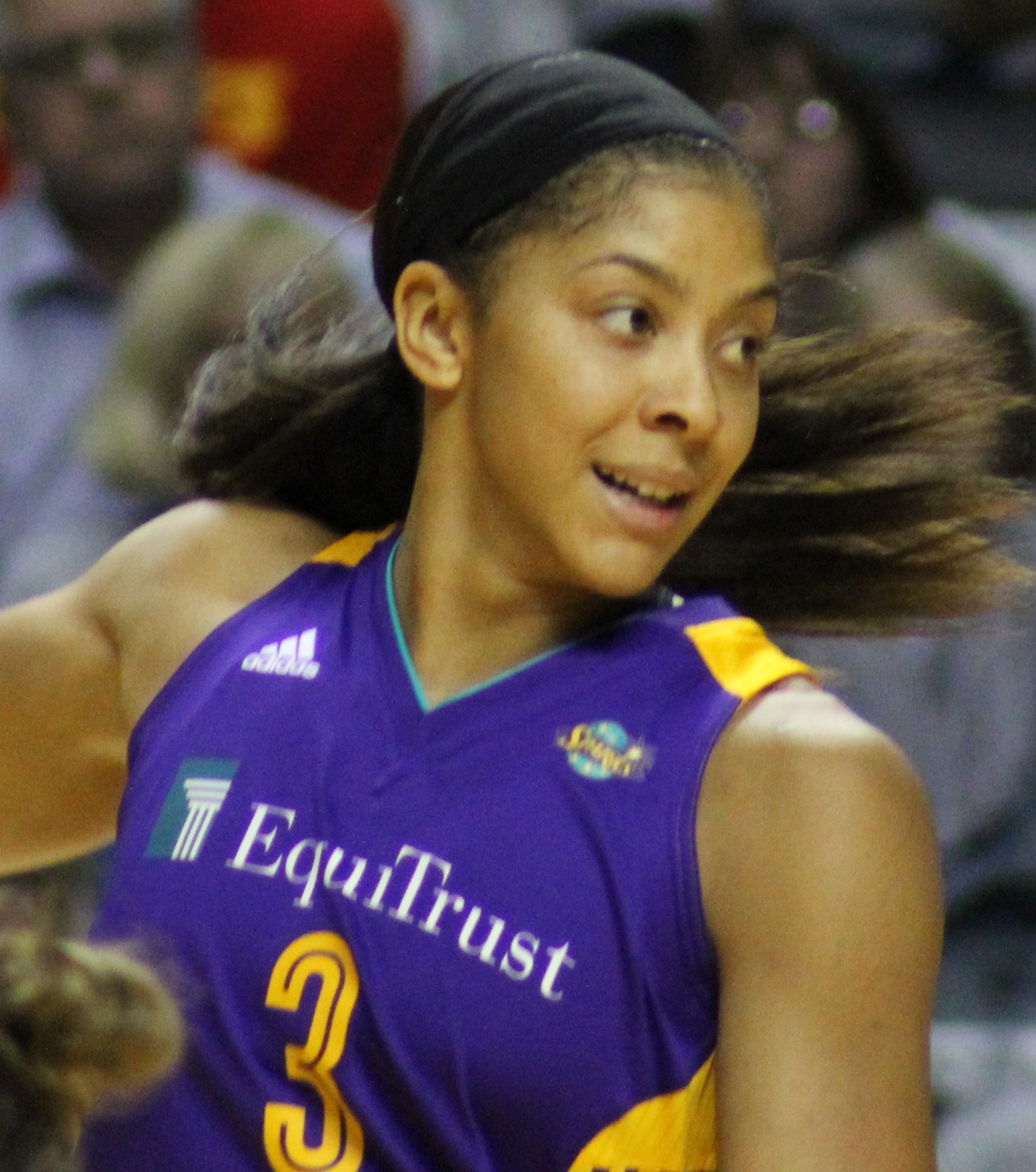
Candace Parker en septembre 2017.

Le 28 juillet 2017, elle réussit face aux Stars de San Antonio le sixième triple-double de l'histoire de la WNBA avec 11 points, 17 rebonds, 11 passes décisives. Lors de la saison WNBA 2017, elle est élue pour la cinquième fois dans le meilleur cinq de la WNBA. Elle inscrit 16,9 points, 8,4 rebonds, 4,3 passes décisives (4e), 1,45 interception et 1,67 contre, n'étant jamais plus bas que la 11e place dans les classements de ces cinq catégories statistiques. Les Sparks échouent en finales WNBA face au Lynx du Minnesota.
Le 16 juillet 2018, elle est nommée pour la 23e fois de sa carrière meilleure joueuse de la semaine pour la conférence Ouest, la seconde marque derrière les 29 récompenses de Tina Charles. Sur la semaine, les Sparks l'emportent deux fois en trois rencontres avec lors de ces victoires Parker proche du triple-double avec 21 points, 10 passes décisives 9 rebonds, quatre interceptions et deux contres lors d'une victoire arrachée 77 à 75 en prolongation contre le Storm de Seattle, puis avec 34 points, 9 passes décisives et 11 rebonds lors d'un succès 99 à 78 contre les Aces de Las Vegas en seulement 31 minutes. Le 6 août, elle est nommée pour la deuxième fois de la saison meilleure joueuse de la semaine (24e fois en carrière), où les Sparks ont obtenu deux succès. Sur cette période, elle est septième marqueuse de la conférence (18,5 points), première à égalité aux rebonds (12,0) et troisième aux passes décisives (6,0). Elle est élue dans le second meilleur cinq de la WNBA.
Malgré une saison régulière 2021 moyenne (16 victoires - 16 défaites), elle parvient à remporter un nouveau titre de champion avec le Sky de Chicago qu'elle a rejoint quelques mois plus tôt en s'imposant en finales 3 à 1 face au Mercury de Phoenix,.
Elle rejoint pour la saison 2023 la franchise tenante en titre, les Aces de Las Vegas. Toutefois, blessée à la mi-saison à un pied, elle doit mettre fin à sa saison. Elle remporte toutefois le titre WNBA, ses coéquipières s'imposant en finale sur le score de 3 à 1 face à  Liberty de New York.
En avril 2024, après avoir signé un contrat avec les Aces, elle annonce mettre un terme à sa carrière professionnelle, expliquant que son pied malgré une opération — sa dixième intervention dans sa carrière — n'était pas suffisament rétabli.

### Europe
Après plusieurs saisons au club, elle remporte enfin en 2013 l'Euroligue avec UMMC Iekaterinbourg, étant avec 24 points et 11 rebonds désignée meilleure joueuse de la finale.
En 2014-2015, Ekaterinburg est de nouveau battu en demi-finales. Le statistiques de Candace Parker en Euroligue sont de 15,9 points, 11,0 rebonds et 1,2 passe décisive.

### Carrière en sélection nationale
Championne olympique en 2008 dans l'équipe dirigée par Anne Donovan, puis en 2012 dans l'équipe dirigée par Geno Auriemma, elle ne fait pas partie des douze sélectionnées pour le tournoi olympique de 2016 et reste durablement fâchée avec Geno Auriemma estimant ne pas avoir été sélectionnée pour des raisons extra-sportives. En 2018, elle affirme ne plus vouloir jouer en équipe nationale,.
Elle déclare forfait avant le Championnat du monde 2014 car devant subir une intervention chirurgicale mineure au genou.

## Vie personnelle et personnalité
Le grand frère de Candace Parker, Anthony Parker, est un joueur de NBA. Elle a un chien nommé Prada. Elle avait auparavant un mélange de Saint-bernard nommée Fendi, avec qui elle est apparue dans une publicité anti-fourrure pour PETA. En octobre 2020, Candace Parker est devenue membre du groupe de propriété du Angel City Football Club, une équipe basée à Los Angeles qui a commencé à jouer dans la National Women's Soccer League en 2022.
Elle se marie en 2008 avec le joueur de NBA Shelden Williams, qui a joué à l'Élan chalonnais en 2012-2013. Ils ont ensemble une fille : Lailaa Nicole Williams. Jusqu'à ses six ans, sa fille suit Candace Parker avant qu'elle ne l'inscrive à l'école aux États-Unis. Le couple se sépare durant l'été 2016. Le divorce est prononcé en 2018 et Candace Parker doit effectuer un paiement unique de 400 000 $ à Williams qui n'est alors plus actif en NBA, les deux ex-époux devant par la suite se partager de manière égale les frais d'éducation et de santé de leur fille. Le 14 décembre 2021, elle dévoile sa relation avec l'ancienne joueuse russe de basket-ball Anna Petrakova, qui fut coéquipière à Ekaterinburg, qu'elle a épousée en petit comité deux ans plus tôt et que Petrakova est enceinte,,. Petrakova donne naissance à un fils le 11 février 2022 puis un deuxième fils le 21 mai 2024.

## Statistiques

### États-Unis

#### Université
| MOP de la saison | Championne NCAA | Gras/Meilleures performances | [ 46 ] |

| Saison                    | Équipe                    | MJ  | M5 | Min   | %T   | %3   | %LF  | Rb  | PD  | Int | Ctr | BP  | F   | Pts   |
| ------------------------- | ------------------------- | --- | -- | ----- | ---- | ---- | ---- | --- | --- | --- | --- | --- | --- | ----- |
| 2005-2006                 | Volunteers du Tennessee   | 36  |    | 31,3  | 55,2 | 25,0 | 72,9 | 8,3 | 2,9 | 1,6 | 2,4 | 2,3 | 2,0 | 17,3  |
| 2006-2007                 | Volunteers du Tennessee   | 36  |    | 30,6  | 52,9 | 33,3 | 71,6 | 9,8 | 2,4 | 1,8 | 2,8 | 2,5 | 2,0 | 19,6  |
| 2007-2008                 | Volunteers du Tennessee   | 38  |    | 29,8  | 53,6 | 26,7 | 69,8 | 8,5 | 2,5 | 2,3 | 2,4 | 2,4 | 1,8 | 21,3  |
| Total : moyenne par match | Total : moyenne par match |     |    | 30,5  | 53,8 | 28,3 | 71,3 | 8,8 | 2,6 | 1,9 | 2,5 | 2,4 | 1,9 | 19,4  |
| Totaux                    | Totaux                    | 110 |    | 3 359 | 797  | 17   | 526  | 972 | 287 | 209 | 275 | 262 | 213 | 2 137 |

#### WNBA
Saison régulière
| MVP et rookie de la saison | MVP de la saison | DPOY de la saison | Championne WNBA | Leader de la ligue | Gras/Meilleures performances | [ 47 ] |

| Saison                    | Équipe                    | MJ  | M5  | Min    | %T    | %3   | %LF   | Rb    | PD    | Int | Ctr | BP    | F   | Pts   |
| ------------------------- | ------------------------- | --- | --- | ------ | ----- | ---- | ----- | ----- | ----- | --- | --- | ----- | --- | ----- |
| 2008                      | Los Angeles               | 33  | 33  | 33,6   | 52,3  | 42,3 | 73,3  | 9,5   | 3,4   | 1,3 | 2,3 | 2,8   | 2,8 | 18,5  |
| 2009                      | Los Angeles               | 25  | 24  | 32,6   | 48,5  | 20,8 | 76,3  | 9,8   | 2,6   | 0,6 | 2,1 | 2,2   | 2,1 | 13,1  |
| 2010                      | Los Angeles               | 10  | 10  | 33,5   | 50,0  | 25,0 | 73,2  | 10,1  | 2,2   | 1,0 | 2,2 | 3,2   | 1,8 | 20,6  |
| 2011                      | Los Angeles               | 17  | 16  | 32,6   | 51,1  | 41,9 | 73,6  | 8,6   | 2,8   | 1,2 | 1,6 | 1,9   | 2,0 | 18,5  |
| 2012                      | Los Angeles               | 33  | 33  | 30,7   | 48,1  | 32,2 | 71,0  | 9,7   | 3,3   | 1,5 | 2,3 | 3,0   | 1,8 | 17,4  |
| 2013                      | Los Angeles               | 31  | 31  | 28,7   | 49,3  | 25,7 | 76,2  | 8,7   | 3,8   | 1,3 | 1,8 | 2,3   | 1,4 | 17,9  |
| 2014                      | Los Angeles               | 30  | 29  | 33,2   | 46,9  | 30,6 | 84,6  | 7,1   | 4,3   | 1,8 | 1,4 | 2,6   | 1,7 | 19,4  |
| 2015                      | Los Angeles               | 16  | 16  | 34,4   | 48,9  | 27,9 | 81,5  | 10,1  | 6,3   | 1,9 | 1,8 | 2,5   | 2,4 | 19,4  |
| 2016                      | Los Angeles               | 34  | 34  | 30,8   | 44,2  | 38,2 | 70,7  | 7,4   | 4,9   | 1,4 | 1,0 | 2,9   | 2,2 | 15,3  |
| 2017                      | Los Angeles               | 33  | 33  | 30,5   | 47,8  | 35,4 | 75,6  | 8,4   | 4,3   | 1,5 | 1,7 | 2,7   | 2,3 | 16,9  |
| 2018                      | Los Angeles               | 31  | 30  | 30,6   | 47,1  | 34,5 | 80,8  | 8,2   | 4,7   | 1,2 | 1,1 | 3,0   | 2,1 | 17,9  |
| 2019                      | Los Angeles               | 22  | 22  | 26,0   | 42,2  | 26,7 | 79,1  | 6,4   | 3,5   | 1,0 | 0,8 | 2,5   | 1,8 | 11,2  |
| 2020                      | Los Angeles               | 22  | 22  | 30,2   | 51,0  | 39,6 | 73,1  | 9,7   | 4,6   | 1,2 | 1,2 | 2,9   | 2,3 | 14,7  |
| 2021                      | Chicago                   | 23  | 23  | 26,7   | 45,8  | 32,9 | 79,4  | 8,4   | 4,0   | 0,8 | 1,2 | 2,4   | 1,6 | 13,3  |
| 2022                      | Chicago                   | 32  | 32  | 28,3   | 45,8  | 31,1 | 81,6  | 8,6   | 4,5   | 1,0 | 1,0 | 2,4   | 2,2 | 13,2  |
| 2023                      | Las Vegas                 | 18  | 18  | 23,6   | 46,5  | 33,3 | 89,3  | 5,4   | 3,7   | 1,5 | 1,0 | 1,7   | 1,9 | 9,0   |
| Total : moyenne par match | Total : moyenne par match |     |     | 30,4   | 47,9  | 33,3 | 76,7  | 8,5   | 4,0   | 1,5 | 1,3 | 2,6   | 2,0 | 16,0  |
| Totaux                    | Totaux                    | 410 | 406 | 12 445 | 2 471 | 342  | 1 290 | 3 467 | 1 634 | 523 | 619 | 1 062 | 834 | 6 574 |
| All-Star Game             | All-Star Game             | 5   | 5   | 20,1   | 47,7  | 35,3 | 40,0  | 6,2   | 2,8   | 0,8 | 0,4 | 1,8   | 1,0 | 10,4  |

Playoffs
| MVP des finales WNBA | Championne WNBA | Leader de la ligue | Record WNBA | Gras/Meilleures performances | [ 47 ] |

| Saison                    | Équipe                    | MJ | M5 | Min   | %T   | %3   | %LF  | Rb   | PD  | Int | Ctr | BP  | F   | Pts   |
| ------------------------- | ------------------------- | -- | -- | ----- | ---- | ---- | ---- | ---- | --- | --- | --- | --- | --- | ----- |
| 2008                      | Los Angeles               | 6  | 6  | 36,5  | 45,9 | 0,0  | 75,9 | 9,8  | 3,8 | 1,5 | 2,2 | 2,8 | 2,7 | 15,0  |
| 2009                      | Los Angeles               | 6  | 6  | 35,2  | 53,5 | 25,0 | 70,5 | 10,7 | 1,7 | 0,8 | 1,8 | 1,7 | 3,8 | 18,0  |
| 2012                      | Los Angeles               | 4  | 4  | 36,0  | 57,3 | 50,0 | 87,5 | 11,0 | 4,3 | 1,0 | 1,8 | 2,0 | 1,5 | 28,8  |
| 2013                      | Los Angeles               | 3  | 3  | 37,0  | 54,2 | 0,0  | 68,4 | 8,7  | 1,3 | 1,0 | 1,0 | 2,0 | 1,7 | 25,7  |
| 2014                      | Los Angeles               | 2  | 2  | 36,5  | 54,3 | 25,0 | 44,4 | 6,0  | 3,5 | 1,5 | 2,5 | 4,5 | 3,0 | 21,5  |
| 2015                      | Los Angeles               | 3  | 3  | 38,3  | 41,8 | 38,9 | 84,2 | 10,7 | 4,7 | 2,3 | 1,3 | 3,7 | 2,0 | 23,0  |
| 2016                      | Los Angeles               | 9  | 9  | 33,0  | 46,9 | 31,3 | 77,8 | 8,7  | 3,2 | 1,7 | 1,9 | 2,7 | 2,1 | 19,3  |
| 2017                      | Los Angeles               | 8  | 8  | 34,0  | 42,6 | 24,3 | 89,5 | 9,1  | 5,1 | 2,5 | 2,0 | 3,3 | 4,0 | 16,9  |
| 2018                      | Los Angeles               | 2  | 2  | 30,5  | 36,4 | 25,0 | 100  | 7,0  | 3,0 | 2,5 | 0,0 | 2,5 | 2,0 | 9,0   |
| 2019                      | Los Angeles               | 4  | 4  | 23,5  | 54,5 | 33,3 | 33,3 | 6,0  | 3,5 | 1,0 | 2,0 | 1,8 | 1,8 | 10,5  |
| 2020                      | Los Angeles               | 1  | 1  | 40,0  | 46,2 | 50,0 | 90,0 | 14,0 | 5,0 | 1,0 | 2,0 | 1,0 | 2,0 | 22,0  |
| 2021                      | Chicago                   | 10 | 10 | 32,4  | 49,1 | 33,3 | 89,5 | 8,4  | 4,4 | 2,1 | 1,0 | 2,3 | 2,0 | 13,8  |
| 2022                      | Chicago                   | 8  | 8  | 29,4  | 43,8 | 33,3 | 75,9 | 10,8 | 4,6 | 1,4 | 2,6 | 2,1 | 2,3 | 14,8  |
| Total : moyenne par match | Total : moyenne par match |    |    | 33,3  | 48,1 | 30,4 | 77,7 | 9,2  | 3,8 | 1,6 | 1,8 | 2,5 | 2,5 | 17,4  |
| Totaux                    | Totaux                    | 66 | 66 | 2 196 | 425  | 65   | 234  | 610  | 251 | 108 | 117 |     |     | 1 149 |

## Palmarès et distinctions

### Palmarès

#### Club
- Championne de NCAA 2007, 2008
- Finaliste de conférence en WNBA avec les Los Angeles Sparks en 2008.
- Superligue russe 2010, 2011, 2012, 2013, 2014[48].
- Coupe de Russie 2010, 2013[49]
- Vainqueur de l'Euroligue 2013[33]
- Championne WNBA 2016[23], 2021[30] et 2023

#### Sélection nationale
- Jeux olympiques d'été
  -  Médaille d'or aux Jeux olympiques de 2008 à Pékin,  Chine
  -  Médaille d'or aux Jeux olympiques de 2012 à Londres,  Royaume-Uni
- Championnat du monde féminin de basket-ball
  -  Médaille de bronze du Championnat du monde 2006 au Brésil
  - Championne du monde junior 2004

### Distinctions personnelles

#### WNBA
- Meilleure joueuse des saisons WNBA 2008 et 2013[50]
- Rookie de l'année de la saison 2008[51]
- Sélection aux WNBA All-Star Game 2011, 2013, 2014[52], 2017[53] et 2018[54]
- MVP du WNBA All-Star Game en 2013
- Sélection des meilleures joueuses des 20 ans de la WNBA[55]
- Second cinq défensif de la WNBA 2009, 2012
- Meilleur cinq de la WNBA (2008, 2012, 2013, 2014, 2017[25])
- Second meilleur cinq de la WNBA (2009, 2015, 2018[28])
- Meilleure joueuse des Finales WNBA (2016[23])
- Meilleure défenseuse de la saison (2020)[56].

#### Europe
- MVP de la Superligue russe 2010[57]
- MVP du Final Four de la Coupe de Russie 2013[49]
- MVP de la finale de l'Euroligue 2013[33]

#### Université
- 2x Most Outstanding Player en 2007 et 2008
- Naismith College Player of the Year en 2008
- 2x Trophée Wooden en 2007 et 2008
- Wade Trophy en 2007
- 2x AP Player of the Year en 2007 et 2008
- 2x Ann Meyers Drysdale Player of the Year en 2007 et 2008

## Pour approfondir